# Столарево
Столарево (каз. Столарево; устар. Горькое) — горько-солёное озеро в Узункольском районе Костанайской области Казахстана. Находится в 17 км к северо-востоку от города Пресногорьковка и в 4 км к северо-западу от села Красный Борок.
По данным топографической съёмки 1959 года, площадь поверхности озера составляет 1,72 км². Наибольшая длина озера — 1,8 км, наибольшая ширина — 1 км. Длина береговой линии составляет 5 км, развитие береговой линии — 1,07. Озеро расположено на высоте 145,6 м над уровнем моря.